# El carrer de la Riera de Sant Joan, des de la finestra de l'estudi de l'artista
El carrer de la Riera de Sant Joan, des de la finestra de l'estudi de l'artista és una pintura a l'oli sobre fusta realitzada per Pablo Picasso cap al 1900 i que actualment forma part de la col·lecció permanent del Museu Picasso de Barcelona. Va ingressar al museu com a donatiu de l'artista el 1970 i actualment (2011) es mostra a la sala 4 del museu. El quadre no està signat ni datat, i al seu revers hi ha un dibuix a llapis de plom
d'un nu femení de perfil.

## Descripció
El 1900 Picasso s'instal·la en un nou taller, que comparteix amb el seu amic Carles Casagemas, al carrer de la Riera de Sant Joan, 17 (carrer desaparegut en començar la construcció de la via Laietana el 1907).
En aquest oli, la finestra, oberta de bat a bat, de la qual només veiem l'angle inferior dret, aboca l'espectador a la visió del carrer i al moviment de la vida quotidiana d'un carrer estret de la part vella de Barcelona. A la dreta, al balcó, es mostra un personatge que observa l'artista mentre pinta.
La finestra serà un element freqüent en l'obra picassiana, que serveix per a la creació de noves relacions espacials entre interior i exterior, com, per exemple, el retrat de la seva germana pintat al mateix estudi i el mateix any, Lola, germana de l'artista, a l'estudi de la Riera de Sant Joan, El passeig de Colom, o Els colomins, per esmentar tres obres d'èpoques molt diferents.
La perspectiva, ben elaborada, configura una composició excel·lent. L'obra indica una inclinació vers l'abstracció i el predomini de la taca de color, en aquest cas, amb tons ocres, marrons i grisos, en què les figures estan més suggerides que no perfilades, més insinuades que no evidenciades, a diferència de la manera de treballar el dibuix d'obres precedents. La pinzellada llarga, de traç decidit, copsa i accentua el moviment i l'animació del carrer. D'aquest carrer i amb la mateixa perspectiva, el museu en conserva un dibuix. Des d'aquest taller, l'artista faria altres obres amb temàtica barcelonina, com Terrats de Barcelona.